# ヘザー・ホワイトストーン

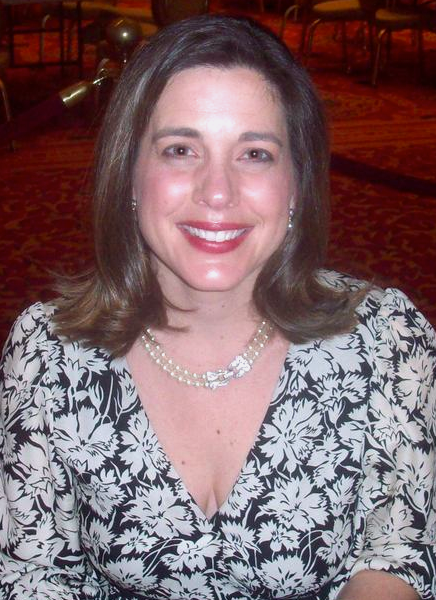
2008年

ヘザー・ホワイトストーン・マッカラム (Heather Leigh Whitestone McCallum)（1973年2月24日 - ）はアメリカ合衆国のろう者モデル。1994年に史上初の障害者による第70代ミス・アメリカを獲得した。
アラバマ州ドーサン出身。1歳のときに耳が聞こえなくなる。11歳のころにはCentral Institute for the Deaf（CID）で学び、3年で6学年相当のレベルで卒業した。16歳になって、両親の離婚を受け、バーミングハムに移住した。ホワイトストーンは1991年にベリー高校を卒業した。

## ミス・アメリカ1995
1994年のミス・アラバマでグランプリを獲得し、9月にアトランティックシティのボードウォーク・ホールで行われたミス・アメリカではヴィアドロローサの曲にあわせて、バレエで踊り、さらに水着審査も通過し、1995年のミス・アメリカを獲得した。しかしろう者でもある彼女は、司会のレジス・フィルビンには反応しなかった。初めて知らせたのは第2位のカレン・ジョンソン（バージニア州代表）だった。

## その後
ミス・アメリカの後、ジャクソンビル州立大学で研究を重ね、聴覚障害者の問題認識を促進させ、2001年には基礎公演のため来日した。